# Ken Leblanc
Ken Leblanc (Ottawa, 13 febbraio 1968) è un ex bobbista canadese.

## Biografia
Viene ricordato come vincitore di una medaglia di bronzo nella sua disciplina, ottenuta ai campionati mondiali del 1999 (edizione tenutasi a Cortina d'Ampezzo, Italia) insieme ai suoi connazionali Pierre Lueders, Ben Hindle e Matt Hindle
Nell'edizione l'oro andò alla nazionale francese.